# 大塚美優
大塚 美優（おおつか みゆ、1994年7月19日 - ）は、埼玉県さいたま市出身の競泳選手。日本体育大学体育学部在学中。

## 経歴
競泳は2歳の時に始めた。
植竹中学2年になって個人メドレーに本格的に取り組むようになり、中学生新記録を出すなど好成績を残した。JSCA新年フェステバル水泳競技大会では、400m個人メドレーで4分36秒75の短水路中学新記録で優勝した。
武南高校に進むと、2010年の日本選手権では400m個人メドレーで3位となった。2011年の競泳国際大会代表選手選考会400m個人メドレーでは、2000年シドニーオリンピック銀メダリストである田島寧子の持つ高校記録を13年ぶりに更新する4分39秒35を出して優勝を果たした。さらに、世界ジュニアの400m個人メドレーでは4分40秒98の大会新記録で優勝した。また、200m背泳ぎで2位、200mバタフライでも3位となった。
2012年の日本選手権では、400m個人メドレーで自身の持つ高校記録をさらに更新する4分36秒64で優勝して、2012年ロンドンオリンピック代表に選ばれた。5月のジャパンオープン400mメドレーリレーでは4分37秒36で優勝した。
2013年4月3日日本体育大学体育学部体育学科に入学。2013年日本選手400m個人メドレーでは大学の先輩高橋美帆を破り優勝し世界選手権大会の出場権を得た。

## 主な戦績
- 2010年 - 日本選手権　400mメドレー　3位
- 2010年 - インターハイ　400mメドレー　7位
- 2010年 - パンパシフィックジュニア選手権　400mメドレー　4位
- 2010年 - 国体　200mメドレー　優勝
- 2011年 - 競泳国際大会代表選手選考会　400mメドレー　優勝
- 2011年 - ジャパンオープン　200mメドレー　4位 400mメドレー　優勝　200mバタフライ　優勝
- 2011年 - 世界ジュニア　400mメドレー　優勝　200mバタフライ　3位　200m背泳ぎ　2位　200m平泳ぎ　6位
- 2011年 - 国体　200m背　3位　400mメドレー　優勝
- 2011年 - ワールドカップシンガポール大会　400mメドレー　優勝
- 2011年 - ワールドカップ北京大会　400mメドレー　2位
- 2011年 - ワールドカップ東京大会　400mメドレー　2位
- 2012年 - 日本選手権　400mメドレー　優勝
- 2012年 - ジャパンオープン　400mメドレー　優勝
- 2012年 - セッテコリ杯　400mメドレー　優勝

## 自己ベスト
- 200m個人メドレー　2分14秒71
- 400m個人メドレー　4分36秒64（高校記録）